# Webern (Adelsgeschlecht)

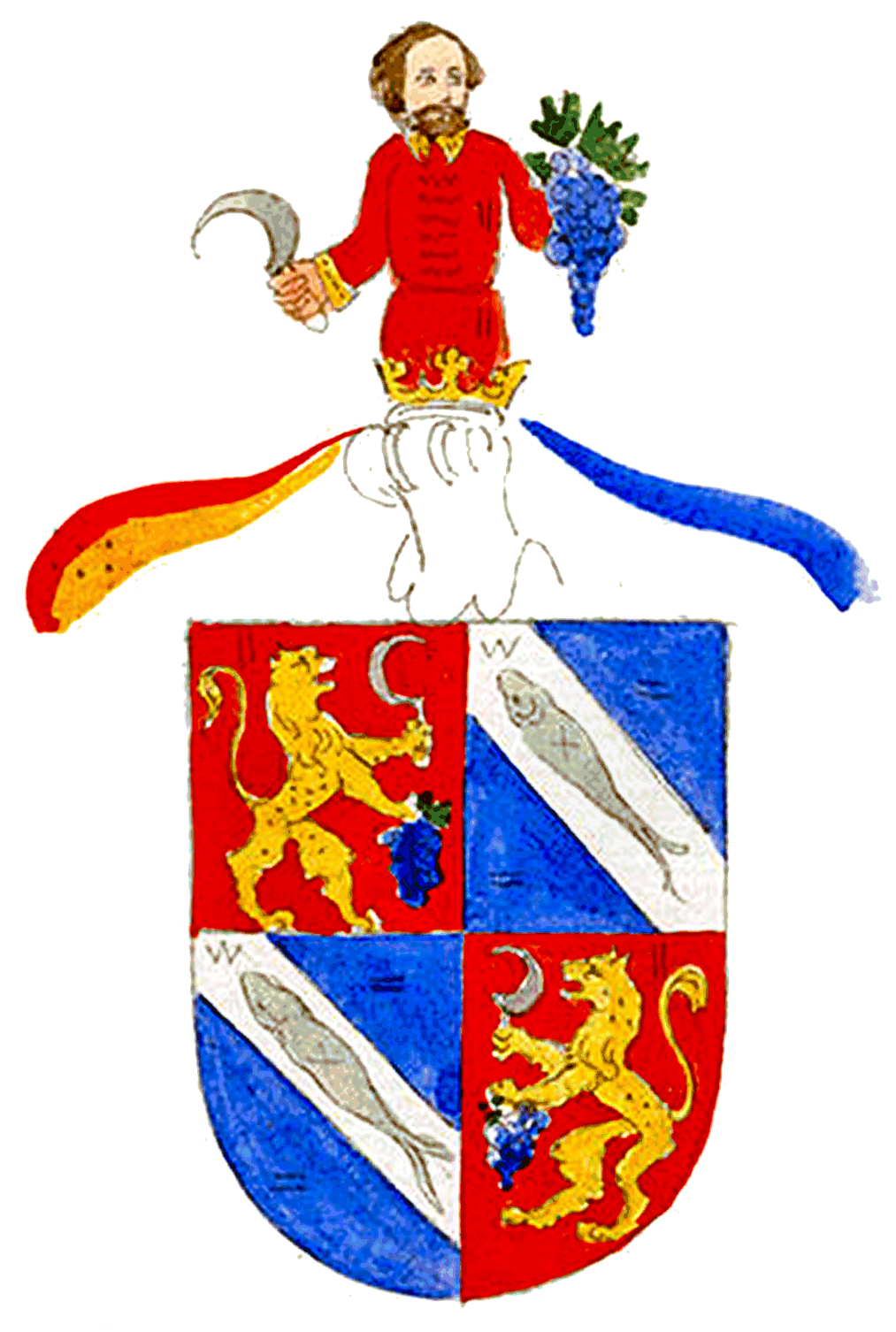
Wappen der Edlen von Webern

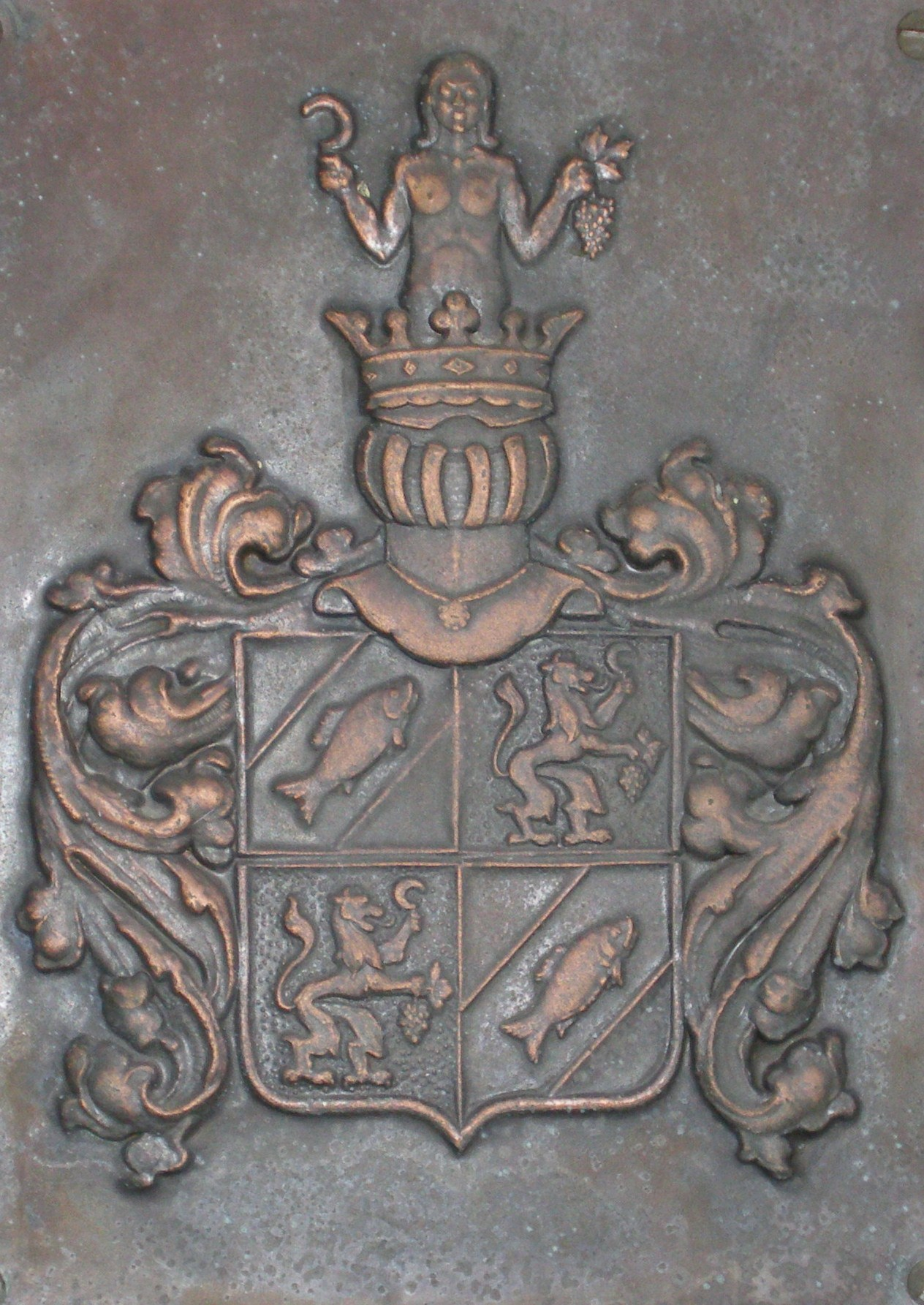
Wappen der Familie von Webern

Webern ist der Name eines Adelsgeschlechts aus der Gemeinde Salurn in der autonomen Provinz Südtirol in Italien, die sich auch in der Steiermark und Kärnten in Österreich verzweigten.

## Geschichte

### Ursprung und Besitz
Paul de Thesadories (Webern) war um 1574 Gutsbesitzer zu Salurn. Er war der Urgroßvater von Johann Jakob Webern, Fiskal im Gericht Königsberg in Tirol sowie Lizenziat und Fiskal am Gericht Bozen, und seinem Bruder Josef Anton Webern, Kaufmann, Wechselgerichtsbeisitzer und Ratsverwandter zu Laibach.
Josef Eduard von Webern, ein Nachkomme Johann Jakobs, führte die Familie in die Steiermark. Sein Sohn Anton Eduard von Webern (* 1817) war Bergverwalter der Österreichisch-Alpinen Montangesellschaft und führte die Linie nach Kärnten nach Schwabegg (Ortsteil der Gemeinde Neuhaus). Die Familie lebte dort auf Schloss Pregelhof. Sein Sohn Karl Eduard von Webern (* 1850) war k.k. Ministerialrat des Landwirtschaftsministeriums sowie Besitzer des Kupferbergwerks Lambrechtsberg. Er war vermählt mit Amalie Geer (* 1853). Aus dieser Ehe stammt der Komponist Anton Friedrich Wilhelm von Webern.

## Adelserhebung und Adelsbestätigung

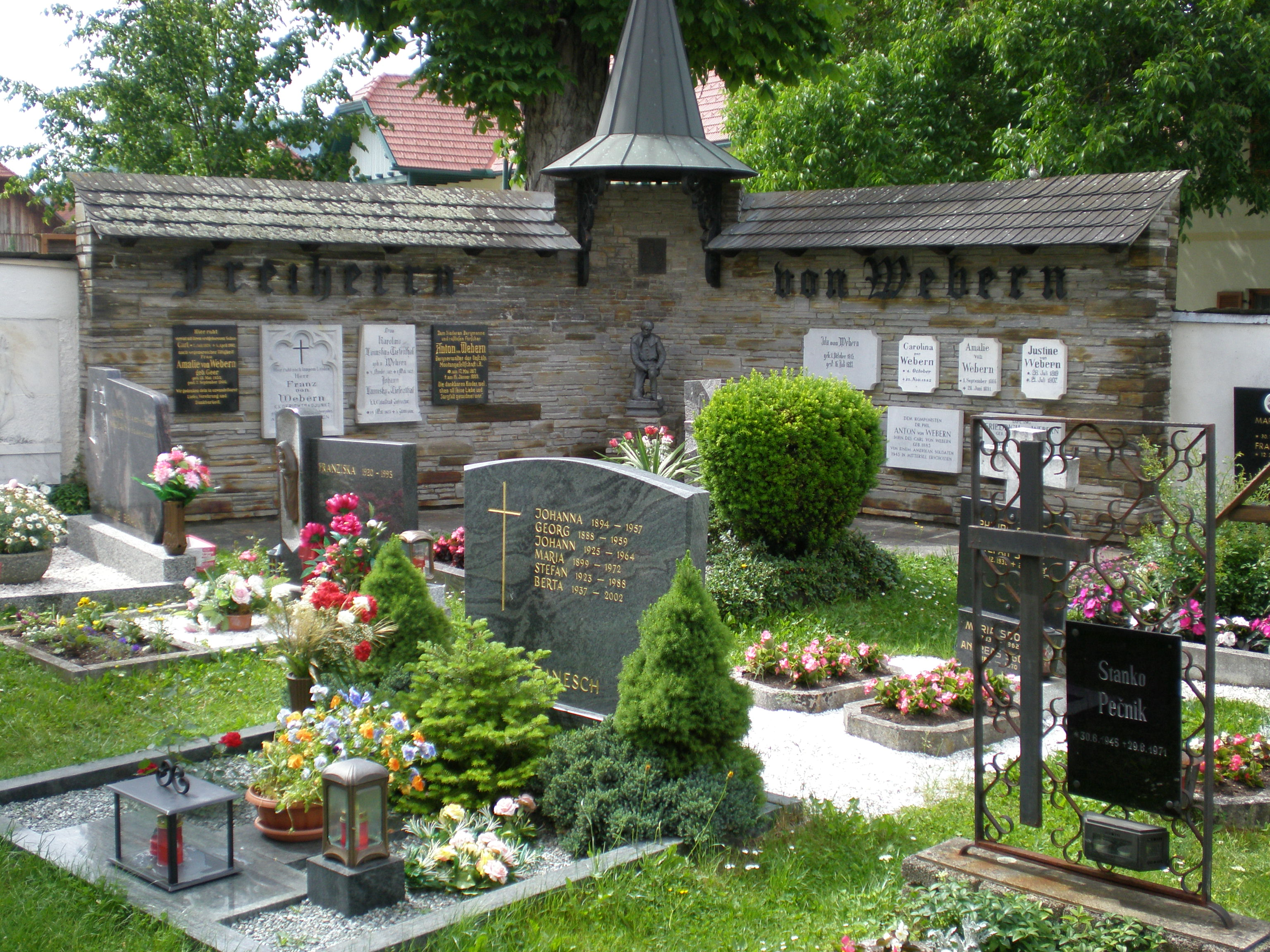
Familiengrab in Schwabegg (Gemeinde Neuhaus) in Kärnten, Österreich

Die Adelserhebung erfolgte im Jahr 1574 durch Kaiser Matthias für Paul Weber, Gutsbesitzer zu Salurn mit dem Prädikat "de Tesadoris" (de Tessitoris, dt. von Webern). Die Erbländisch-österreichische rittermäßige Adelsbestätigung am 15. August 1731 durch Kaiser Karl VI. als „Edle von Webern“ für die Brüder Johann Jacob Webern als Fiskal im Gericht Königsberg in Tirol und Joseph Anton Webern als Kaufmann und Wechselgerichtsbeisitzer in Laibach. Beide erhielten am 24. Juni 1753 den fürstbischöflich-tridentischen Adelsstand „von Webern“.

## Wappen
Blasonierung: Geviert, 1 und 4 in Rot ein goldener Löwe mit einem Winzermesser in der rechten und einer blauen Weintraube in der linken Vorderpranke, 2 und 3 in Blau ein schräg-rechter silberner Wellenbalken, in dem ein natürlicher Fisch aufwärts schwimmt: auf dem Helm mit rechts rot-goldenen, links blau-silbernen Decken ein wachsender, rot bekleideter Jüngling mit goldenem Kragen und Ärmelaufschlägen, in der Rechten ein Winzermesser, in der Linken eine grün belaubte blaue Weintraube haltend.